# 2704 Julian Loewe
2704 Julian Loewe (1979 MR4) là một tiểu hành tinh vành đai chính được phát hiện ngày 25 tháng 6 năm 1979 bởi E. F. Helin và S. J. Bus ở Siding Spring.